# Play (альбом Moby)
Play — п'ятий студійний альбом музиканта Moby. Вийшов 1 липня 1999 року на лейблі V2 Records.
Хоча деякі з ранніх робіт Мобі отримали визнання у критиків і комерційний успіх, «Play» був першим альбомом, який отримав успіх серед широкої публіки.
Одним з примітних аспектів «Play», на відміну від інших альбомів у стилі «електроніка» того часу, було поєднання старого госпелу з фолк-музикою із сучасним хаус-ритмами.
Всередині буклету, що додається до альбому, є п'ять коротких нарисів, написаних Мобі, за такими темами, як вегетаріанство, фундаменталізм і гуманізм.

## Ліцензовані пісні
«Play» став першим альбом, всі пісні з якого були ліцензовані для використання у фільмах, телешоу або рекламі. Наприклад, в одній з найпомітніших рекламних кампаній, багаторазовий чемпіон з гри у гольф, Тайгер Вудс, зіграв раунд біля Нью-Йорка під пісню «Find My Baby». Крім цього, є велика кількість інших задокументованих фактів використання пісень з альбому «Play».
У той час, коли альбом вийшов, Мобі пояснив, що він ліцензував пісні, бо це був єдиний спосіб домогтися, щоб його музику почули. Попередній альбом Мобі, «Animal Rights», хоча й атакував альтернативну рок-сцену, не знайшов багато слухачів — у той час, як раніше музика Мобі була відома насамперед серед любителів танцювальної музики.

## Комерційний успіх і оцінка критиків
Очевидний результат маркетингової стратегії полягає в тому, що альбом залишався в чартах протягом декількох років, і зруйнував прогнози продажів для Мобі і для всієї танцювальної музики, яка не вважалася комерційним жанром в США 1990-х років (у порівнянні з Європою, де Мобі спочатку здобув популярність).
Всього було продано більше 2-х мільйонів екземплярів альбому у США, і більше 12 мільйонів екземплярів в усьому світі. Альбом став платиновим у 25 країнах.

## Сертифікації
| Регіон | Сертифікація  | Продажі    |
| --- | ------------- | ---------- |
| Австралія (ARIA) | 4× Платиновий | 280 000^   |
| Австрія (IFPI Austria) | Золотий       | 25 000*    |
| Бельгія (BEA) | 2× Платиновий | 100 000*   |
| Канада (Music Canada) | 3× Платиновий | 300 000^   |
| Данія (IFPI Denmark) | Золотий       | 25 000^    |
| Франція (SNEP) | Діамантовий   | 1 000 000* |
| Німеччина (BVMI) | Золотий       | 250 000^   |
| Греція (IFPI Greece) | Золотий       | 15 000^    |
| Ірландія (IRMA) | 6× Платиновий | 30,000     |
| Італія (FIMI) sales in 2000 | 2× Платиновий | 250,000    |
| Італія (FIMI) sales since 2009 | Золотий       | 25 000     |
| Нідерланди (NVPI) | 2× Платиновий | 200 000^   |
| Нова Зеландія (RIANZ) | 7× Платиновий | 105 000^   |
| Норвегія (IFPI Norway) | Платиновий    | 50 000*    |
| Швеція (IFPI Sweden) | Платиновий    | 80 000^    |
| Швейцарія (IFPI Switzerland) | 3× Золотий    | 75 000^    |
| Велика Британія (BPI) | 6× Платиновий | 1,850,388  |
| США (RIAA) | 2× Платиновий | 2,700,000  |
| Підсумки |               |            |
| Європа (IFPI) | 4× Платиновий | 4 000 000* |
| Worldwide | —             | 12,000,000 |
| *продажі, що базуються лише на сертифікаціях · ^відвантаження, що базуються лише на сертифікаціях · продажі+прослуховування, що базуються лише на сертифікаціях |               |            |